# Kai Sarmanne
Kai Bore Sarmanne, född 18 april 1919 i Terijoki, död 23 februari 1988 i Helsingfors, var en finländsk militär. 
Sarmanne genomgick Reservofficersskolan 1939–1940 och Kadettskolan 1941. Under fortsättningskriget gjorde han tjänst vid luftvärnet i Helsingfors, vid Svir, på Karelska näset, vid luftvärnsartilleriets utbildningscentral i Helsingfors och som chef för ett tungt luftvärnsartilleribatteri 1944. Efter kriget var han en tid kvar vid luftvärnet och kom sedan till huvudstaben, var transportofficer, genomgick Krigshögskolan 1951–1953 och var förbindelseofficer vid Järnvägsstyrelsen, generalsekreterare vid försvarsrådet samt kanslichef vid försvarsministeriet 1970–1979. Han uppnådde generallöjtnants grad 1972.